# Dennis Franz

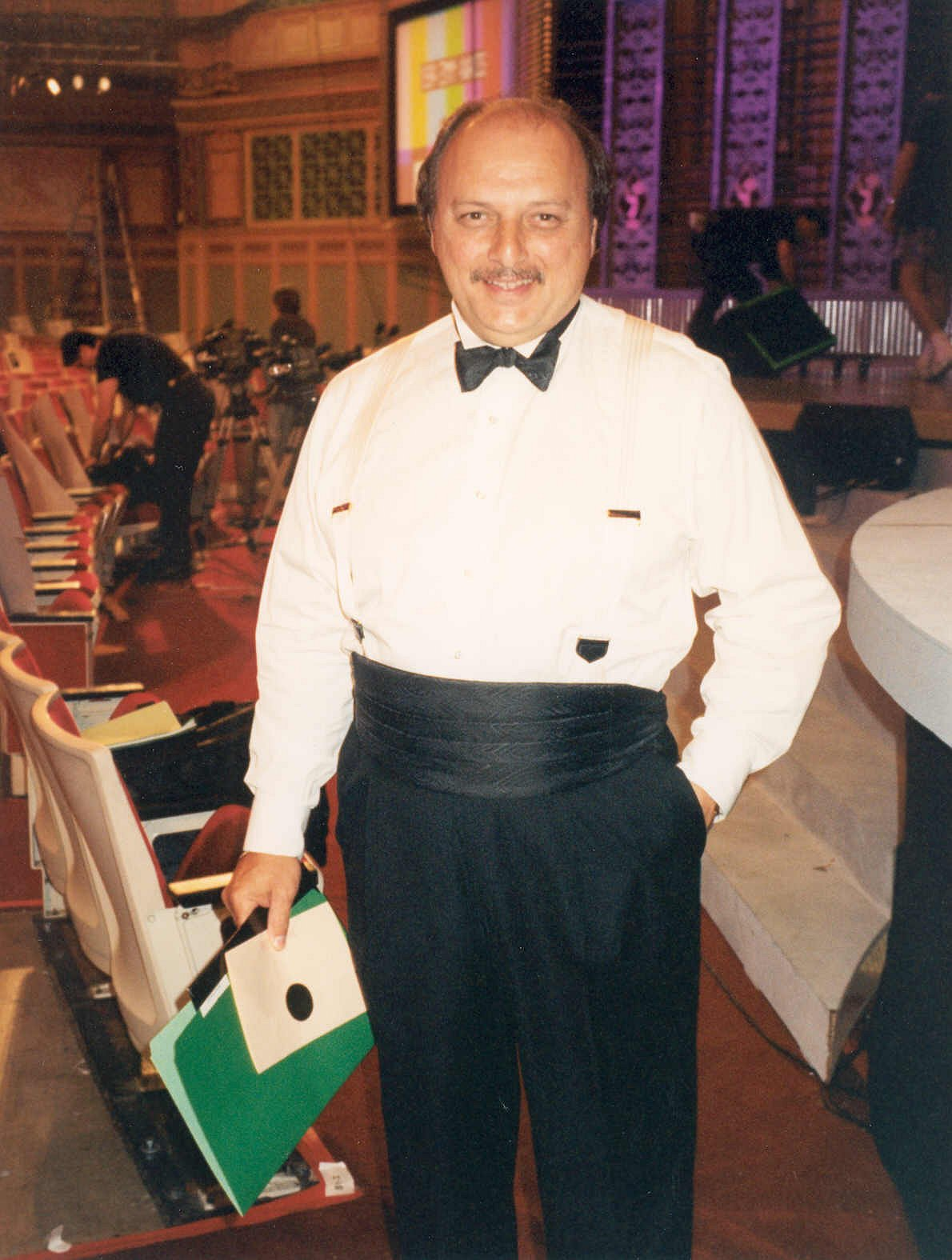
Dennis Franz (1994)

Dennis Franz Schlachta (* 28. Oktober 1944 in Chicago, Illinois) ist ein US-amerikanischer Schauspieler in Theater, Film und Fernsehen.

## Leben
Der Sohn eines deutschen Immigranten wuchs in einfachen Verhältnissen in einem Vorort von Chicago auf. Sein ursprünglicher Berufswunsch war Postbote. In der 11. Klasse sprach Franz seiner Freundin zuliebe für die Hauptrolle in einer Schulaufführung vor, die er auch sofort bekam. Aufgrund dessen beschloss er, Schauspieler zu werden.
Nach der High School studierte er ab 1962 an der Southern Illinois University Carbondale und machte einen Abschluss im Theater-Fach. Kurze Zeit später wurde Franz vom Militär eingezogen und war als Teil der 82nd Airborne Division elf Monate in Vietnam stationiert. Seine Erfahrungen im Krieg bereiten ihm bis heute Depressionen und Albträume.
Nach seiner Rückkehr in die USA schloss er sich 1972 der Organic Theatre Company an. Bei einem Vorsprechen wurde er von Robert Altman entdeckt, der ihn überredete, nach Los Angeles zu ziehen.
Franz wird häufig als Polizist besetzt. Diese Rolle spielte er unter anderem in Dressed to Kill, Chicago Story, Deadly Messages, The Package, Nasty Boys, Stirb langsam 2 und auch in den zwei Fernsehserien, die ihm zum Durchbruch verhalfen: Polizeirevier Hill Street und New York Cops – NYPD Blue. Für letztere wurde er mehrfach mit dem Emmy als bester Hauptdarsteller ausgezeichnet. Weitere Nominierungen und Auszeichnungen erhielt er außerdem bei den Golden Globe Awards und den Screen Actors Guild Awards.
1998 erntete er für die Darstellung des Engels Nathaniel Messinger in Stadt der Engel viel Kritikerlob, was zugleich sein bislang letzter Kinofilm blieb. Nach dem Ende von NYPD Blue im Jahr 2005 zog er sich aus dem Schauspielgeschäft zurück, um sich mehr seiner Familie und seinen Interessen zu widmen.
Dennis Franz ist seit 1995 mit Joanie Zeck verheiratet.

## Filmografie (Auswahl)
- 1978: Teufelskreis Alpha (The Fury)
- 1978: Du wirst noch an mich denken (Remember My Name)
- 1978: Eine Hochzeit (A Wedding)
- 1980: Popeye – Der Seemann mit dem harten Schlag (Popeye)
- 1980: Dressed to Kill
- 1981: Blow Out – Der Tod löscht alle Spuren (Blow Out)
- 1982: Chicago Story (Fernsehserie, 13 Folgen)
- 1983–1984: Bay City Blues (Fernsehserie, 8 Folgen)
- 1983: Psycho II
- 1983–1987: Polizeirevier Hill Street (Hill Street Blues, Fernsehserie, 48 Folgen)
- 1984: Trio mit vier Fäusten (Riptide, Fernsehserie, eine Folge)
- 1984: Der Tod kommt zweimal (Body Double)
- 1984, 1985: Hardcastle & McCormick (Hardcastle and McCormick, Fernsehserie, 2 Folgen)
- 1984, 1985: Das A-Team (The A-Team, Fernsehserie, 2 Folgen)
- 1985: Tödliche Botschaft (Deadly Messages)
- 1985: Street Hawk (Fernsehserie, eine Folge)
- 1986: Ärger, nichts als Ärger (A Fine Mess)
- 1989: Die Killer-Brigade (The Package)
- 1989: Sahras großes Spiel (Kiss Shot)
- 1990: Stirb langsam 2 (Die Hard 2)
- 1990: Die Ninja-Cops (Nasty Boys, Fernsehserie, 13 Folgen)
- 1993–2005: New York Cops – NYPD Blue (NYPD Blue, Fernsehserie, 261 Folgen)
- 1996: American Buffalo – Das Glück liegt auf der Straße (American Buffalo)
- 1996–1997: Mighty Ducks (Fernsehserie, 17 Folgen, Stimme)
- 1998: Stadt der Engel (City of Angels)

## Auszeichnungen (Auswahl)
Primetime Emmy Award
- 1994: Primetime Emmy Award als bester Hauptdarsteller in einer Serie (Drama) – NYPD Blue
- 1996: Primetime Emmy Award als bester Hauptdarsteller in einer Serie (Drama) – NYPD Blue
- 1997: Primetime Emmy Award als bester Hauptdarsteller in einer Serie (Drama) – NYPD Blue
- 1998: Primetime Emmy Award als bester Hauptdarsteller in einer Serie (Drama) – NYPD Blue
- 1999: Primetime Emmy Award als bester Hauptdarsteller in einer Serie (Drama) – NYPD Blue
- 1995: Nominiert für den Primetime Emmy Award als bester Hauptdarsteller in einer Serie (Drama) – NYPD Blue
- 2001: Nominiert für den Primetime Emmy Award als bester Hauptdarsteller in einer Serie (Drama) – NYPD Blue
- 2002: Nominiert für den Primetime Emmy Award als bester Hauptdarsteller in einer Serie (Drama) – NYPD Blue

Viewers for Quality Television Awards
- 1993: Q Award als bester Darsteller in einer Serie (Drama) – NYPD Blue
- 1994: Q Award als bester Darsteller in einer Serie (Drama) – NYPD Blue
- 1996: Q Award als bester Darsteller in einer Serie (Drama) – NYPD Blue
- 1997: Q Award als bester Darsteller in einer Serie (Drama) – NYPD Blue
- 1998: Q Award als bester Darsteller in einer Serie (Drama) – NYPD Blue
- 1999: Q Award als bester Darsteller in einer Serie (Drama) – NYPD Blue
- 1995: Nominiert für den Q Award als bester Darsteller in einer Serie (Drama) – NYPD Blue
- 2000: Nominiert für den Q Award als bester Darsteller in einer Serie (Drama) – NYPD Blue

Walk of Fame
- 1999: Eigener Stern auf dem Hollywood Blvd. (7021 Hollywood Blvd.)